# ناوكي هاتوري
ناوكي هاتوري مواليد 13 يونيو 1966 في طوكيو، هو سائق سباقات ياباني. شارك في سباقات عديدة منها لو مان 24 ساعة، سوبر فورمولا، البطولة الأمريكية لسباق السيارات وبطولة فورمولا 3 اليابانية.